# کریستین مایر (اسکی‌باز)
کریستین مایر (انگلیسی: Christian Mayer؛ زادهٔ ۱۰ ژانویهٔ ۱۹۷۲) اسکی‌باز آلپاین اهل اتریش است. 